# Lusebredde, Hellinghäuser Wiesen und Klostermersch
Lusebredde, Hellinghäuser Wiesen und Klostermersch este o arie protejată (arie specială de conservare — SAC, sit de importanță comunitară — SCI) din Germania întinsă pe o suprafață de 591,64 ha, integral pe uscat.

## Localizare
Centrul sitului Lusebredde, Hellinghäuser Wiesen und Klostermersch este situat la coordonatele 51°40′07″N 8°17′01″E / 51.6686°N 8.2836°E.

## Înființare
Situl Lusebredde, Hellinghäuser Wiesen und Klostermersch a fost declarat sit de importanță comunitară în august 1999 pentru a proteja 7 specii de animale. Situl a fost protejat și ca arie specială de conservare în decembrie 2006.

## Biodiversitate
Situată în ecoregiunea atlantică, aria protejată conține 4 habitate naturale: Lacuri eutrofice naturale cu vegetație de tip Magnopotamion sau Hydrocharition, Cursuri de apă de la nivel de câmpie la nivel montan, cu vegetație Ranunculion fluitantis și Callitricho-Batrachion, Fânețe de joasă altitudine (Alopecurus pratensis, Sanguisorba officinalis), Păduri aluvionare cu Alnus glutinosa și Fraxinus excelsior (Alno-Padion, Alnion incanae, Salicion albae).
La baza desemnării sitului se află mai multe specii protejate:
- mamifere (3): castor (Castor fiber), liliac de iaz (Myotis dasycneme), liliac comun (Myotis myotis)
- nevertebrate (2): Coenagrion mercuriale, Ophiogomphus cecilia
- pești (2): Cobitis taenia Complex, cicar (Lampetra planeri)

Pe lângă speciile protejate, pe teritoriul sitului au mai fost identificate 5 specii de plante, 1 specie de amfibieni, 1 specie de mamifere, 5 specii de nevertebrate.